# Felix Agu
Felix Agu (* 27. září 1999) je nigerijský profesionální fotbalista, který hraje na pozici obránce za německý klub Werder Brémy. Narodil se v Německu, ale hraje za nigerijský národní tým.

## Klubová kariéra
Na konci ledna 2020 média informovala, že Agu přestoupí do bundesligového klubu Werder Brémy na sezónu 2020/21 poté, co s klubem podepsal čtyřletou smlouvu. Vzhledem k tomu, že jeho smlouva s VfL Osnabrück měla brzy vypršet, přestoupil zadarmo. Na začátku února byl přestup oficiálně oznámen.
Agu si odbyl svůj debut v Bundeslize 21. listopadu 2020 v zápase proti Bayernu Mnichov, který skončil remízou 1:1, když přišel na hřiště jako náhradník v 66. minutě. Hrál v záloze místo své obvyklé pozice krajního obránce. Vzhledem k tomu, že jednička na levém kraji obrany Ludwig Augustinsson byl mimo hru kvůli zranění, Agu odehrál svůj první zápas v Bundeslize v základní sestavě 16. ledna 2021 při vítězství 2:0 nad FC Augsburg. K výhře přispěl svou první asistencí a svým prvním gólem v lize.
Agu souhlasil v únoru 2022 s prodloužením své smlouvy s Werderem.

## Reprezentační kariéra
Agu se narodil v Německu a má nigerijské kořeny. Je mládežnickým reprezentantem Německa, za které si zahrál v reprezentačním výběru do 21 let. Do nigerijského národního týmu byl poprvé povolán na přátelský turnaj Unity Cup 2025, který se konal v květnu 2025.

## Statistiky

### Klubové
Platí k zápasu hranému 17. května 2025.
| Klub              | Sezóna            | Liga              | Liga   | Liga | Národní pohár | Národní pohár | Ostatní | Ostatní | Celkově | Celkově |
| Klub              | Sezóna            | Soutěž            | Zápasy | Góly | Zápasy        | Góly          | Zápasy  | Góly    | Zápasy  | Góly    |
| ----------------- | ----------------- | ----------------- | ------ | ---- | ------------- | ------------- | ------- | ------- | ------- | ------- |
| VfL Osnabrück     | 2017/18           | 3. Liga           | 2      | 0    | 0             | 0             | —       | —       | 2       | 0       |
| VfL Osnabrück     | 2018/19           | 3. Liga           | 15     | 2    | 0             | 0             | —       | —       | 15      | 2       |
| VfL Osnabrück     | 2019/20           | 2. Bundesliga     | 28     | 0    | 1             | 0             | –       | –       | 29      | 0       |
| VfL Osnabrück     | Celkově           | Celkově           | 45     | 2    | 1             | 0             | 0       | 0       | 46      | 2       |
| Werder Brémy      | 2020/21           | Bundesliga        | 15     | 1    | 3             | 1             | —       | —       | 18      | 2       |
| Werder Brémy      | 2021/22           | 2. Bundesliga     | 26     | 0    | 1             | 0             | —       | —       | 27      | 0       |
| Werder Brémy      | 2022/23           | Bundesliga        | 3      | 0    | 0             | 0             | —       | —       | 3       | 0       |
| Werder Brémy      | 2023/24           | Bundesliga        | 24     | 0    | 0             | 0             | —       | —       | 24      | 0       |
| Werder Brémy      | 2024/25           | Bundesliga        | 22     | 3    | 2             | 0             | —       | —       | 24      | 3       |
| Werder Brémy      | Celkově           | Celkově           | 90     | 4    | 6             | 1             | 0       | 0       | 96      | 5       |
| Celkově v kariéře | Celkově v kariéře | Celkově v kariéře | 135    | 6    | 7             | 1             | 0       | 0       | 142     | 7       |